# Fleming-Neon
Fleming-Neon é uma cidade localizada no estado americano de Kentucky, no Condado de Letcher.

## Demografia
Segundo o censo americano de 2000, a sua população era de 840 habitantes.
Em 2006, foi estimada uma população de 810, um decréscimo de 30 (-3.6%).

## Geografia
De acordo com o United States Census Bureau tem uma área de
4,3 km², dos quais 4,3 km² cobertos por terra e 0,0 km² cobertos por água.

## Localidades na vizinhança
O diagrama seguinte representa as localidades num raio de 16 km ao redor de Fleming-Neon.